# Коричнева дівчина у кільці (роман)
«Коричнева дівчина у кільці» (англ. Brown Girl in the Ring) — роман ямайської та канадійської письменниці Нало Гопкінсон, вперше виданий у 1998 році. Поєднує в собі афро-карибську культури та мотиви фольклору й магічного реалізму. Переможець конкурсу Warner Aspect First Novel Contest. З моменту виходу цей роман Гопкінсон отримав визнання на обговоренні премії «Локус» за найкращий дебютний роман 1999 року та премії Джона В. Кемпбелла найкращому новому письменнику-фантасту.
У 2008 році актриса та співачка Джемені презентувала цей роман на Читаннях Канади, щорічному літературному конкурсі, який транслюється на Сі-Бі-Сі.

## Сюжет
Сюжет «Коричневої дівчини у кільці» має антиутопічний характер. Події роману розгортаються в підземному Метрополітені Торонто (Підземному Торонто) після економічної кризи. Збурення минулого призвели до того, що поверхневе місто Торонто поринуло у бідність, безпритульність та насильство. В той час як еліта міст та його чиновники втікали в передмістя, діти змушені були дбати про себе самостійно, виживаючи на вулицях, якими почав керувати Руді Шелдон та його прислужники-злочинці. Як наслідок серії провальних заходів, Торонто ізолювали від інших міст-супутників в оточений блокпостами та озером Онтаріо, перетворене на болото, Велике Торонто (Північний Йорк, Скарборо, Етобікокі). Зникнення та вбивства перестали бути рідкістю, а всім, хто залишився в місті, залишилося або самостійно дбати про себе, або об'єднуватися разом, щоб підтримувати один одного.
За дванадцять років, які минули від початку бунту, містом зараз керує злочинний ватажок та лідер цього бунту на ім'я Руді Шелдон. Руді отримав замовлення на пошуки серце для прем'єра Онтаріо, якому потрібна трансплантація серця. Як правило, використовується «Програма збору врожаю органів свиней», але радник прем'єр-міністра Віттлі клеймить її як «аморальну» і замість цього робить публічну заяву про переваги донорства.
Після цього Гопкінсон знайомить знайомить читачів роману з його головною героїнею, паралельно описуючи зовсім інший спосіб життя на околиці міста. Ті-Джей, онука Грос-Джейн, бореться з зовім іншими проблемами, ніж виживання на вулицях. Нещодавно Ті-Джейн народила хлопчика й змушена була повернутися до бабусі, щоб доглядати за дитиною як мати-одиначка; батько дитини, Тоні, страждає від наркоманії та входить до банди. Ті-Джейн любить свою, їй важко спостерігати спіритуалізмом та лікарською роботи її бабусі, і вона починає боятися смерті. Грос-Джейн свого часу доклала чимало зусиль, щоб поділитися культурою предів зі своєю донькою та онукою, але щоразу рідні відмовлялися приймати цю спадщину. Серед громади передмістя її родина має репутацію поважних аптекарів та спіритуалістів, які володіють магазином трав та ліків.
Їх шляхи починають перетинатися, коли Тоні викликають до Руді. Сподівання залишити в минулому своє кримінальне життя та відновити атмосферу любові для Ті-Джейн руйнуються, коли над нею нависає загроза з боку кримінального ватажка. Тоні повинен здійснити жахливе вбивство, щоб отримати серце, яке врятує життя одного з представників міських вельмож. Ситуація лише погіршується, коли Тоні втягує в це свої стосунки з Ті- та Грос-Джейн, напередодні свого «відрядження». Тоні приїжджає до порогу будинку Грос-Джейн, благаючи про захист, а Ті-Джейн переконує бабусю допомогти йому втекти з міста, не заподіюючи навколишнім жодної шкоди.
Наприкінці роману з'являється й магія, коли Тоні починає шукати допомогу з боку сіритуалізму Грос-Джейн. При спробі врятувати Тоні Ті-Джейн разом з матчір'ю виконує ритуал та призиває на допомогу дух свого батька. Проте коли їх плани йдуть шкереберть, Ті-Джейн стає рятівницею всього Торонто від дії злих духів, викликаних Руді.
Пізніше в романі відкривається таємниця: Руді виявляється дідом Ті-Джейн та колишнім чоловіком Грос-Джейн. Руді постає в романі як ображений чоловік, якого Грос-Джейн вигнала з дому після того як знайшла коханця на ім'я Данстон, з того часу Руді виношував план помсти.
Тим часом Руді викликає духа на ім'я Калабаш Дюппі й наказує йому вбити Грос-Джейн, Ті-Джейн та Тоні, який був посланий убити Грос-Джейн та забрати її серце для прем'єра Вттлі. Виявляється, що Дюппі — дух Мі-Джейн (мати Ті-Джейн).
У вежі CN Руді відпраляє дух Калабаш на Ті-Джейн, яка прийшла протистояти йому після того, як Тоні вбив Грос-Джейн. Ті-Джейн потрапляє в пастку, де їй вводять Бафф, наркотик з паралізуючим ефектом. У стані паралічу Ті-Джейн переходить в астральний стан або стан духів, де звертається до предків з проханням про допомогу. Вони вбивають Руді, дозволивши, щоб «вага кожного вбивства, скоєного ним, впала на нього самого».
Тим часом, нове серце Вттлі (серце Грос-Джейн) атакує тіло прем'єр-міністра. Врешті-решт, вона перемагає його дух, і після приходу до тями від операції, змінює думку про донорство людського серця та заявляє, що зробить спробу допомогти Торонто повернутися до верховенства права, фінансуючи власників малого бізнесу.
Після 9=ї ночі з моменту смерті Грос-Джейн, всі її друзі припиняють допомагати Ті-Джейн та Тоні. Ті-Джейн не бажає пробачати йому вбивство Грос-Джейн, але Дженні розповідає їй, що «він хоче зробити покаяння». Вона відпускає його на захід, щоб попрощатися з Грос-Джейн і з подивом помічає, що Дитина більше не плаче поруч з ним. Історія закінчується тим, що Ті-Джейн обдумує свої кроки, схиляючись до того, що дасть ім'я Дитині, яка одержима духом Данстона, на честь колишнього коханця Грос-Джейн.
Особистісне зростання Ті-Джейн протягом роману проявляється в її ставленні до старших, культури та світогляду. Завдяки сприйняттю свого родоначальника та рідної культури, вона знаходить владу і підтримку, щоб скористатися хорошими шансами та покласти край жахливому насильству, яке засіло в їх огидному лідері, незважаючи на її особистий зв'язок з людиною, яка забрала в неї в молодому віці. Історія завершується надією на краще, а перемога Ті-Джейн ста остаточною, в той же час вкрадене серце отримує владу постійно змінювати місто Торонто на краще.

## Теми
У цьому романі переважають феміністичні теми серед кольорових жінок та використання магії, «Обеа» або жінок-провидців. Нало Гопкінсон демонструє сильних жіночих персонажів, які контролюють свою долю, щоб змінити світ. Її роман — робота феміністичної наукової фантастики і показує реалістичне сприйняття боротьби жінок, зокрема одиноких матерів, а також боротьби жінок з різними культурними переконаннями в суспільстві. Водночас показується їх здатність користуватися культурою, оточенням і жіночим досвідом, щоб подолати перешкоди і показати справжню силу, яку мають жінки. Окрім цього розглядаються проблеми спільноти, грошей та дітей вулиці.

## Відгуки
Оглядач F&SF Чарльз де Лінт оцінив «Коричневу дівчину» як «один з найкращих дебютних романів, які з'явилися [в останні] роки», хоча й визнав наявність деяких труднощів на початку роману, зокрема «фонетичні звуки, а іноді й заплутані речення».

## Телевізійні адаптації
Після п'ятнадцяти років спроб адаптувати роман для фільму, канадський режисер Шерон Льюїс вирішила замість нього створити приквел. Фільм отримав назву «Коричнева дівчинка: Початок», знятий у 2015/16 роках та випущений в кінопрокат у 2018 році.

## Рецензії
- Рецензія [Архівовано 18 липня 2020 у Wayback Machine.] Ніла Волша (1998)
- Рецензія [Архівовано 25 січня 2018 у Wayback Machine.] Донни Макмейон (2002)